# Tour de Beauce
El Tour de Beauce es una carrera profesional de ciclismo en ruta por etapas que se celebra cada año en el mes de junio en los alrededores de la  Ciudad de Quebec, en la región de Quebec, Canadá. Es de categoría 2.2 y forma parte del UCI America Tour.

## Palmarés

### Clasificación general
| Año  | Ganador                | Segundo                | Tercero                |           |
| ---- | ---------------------- | ---------------------- | ---------------------- | --------- |
| 1986 | James Gilles           | Jacques Guenette       | Michael Belcourt       |           |
| 1987 | Yvan Waddell           | Chris Koberstein       | Étienne Lemieux        |           |
| 1988 | Gervais Rioux          | Brian Fowler           | Bruno Giangioppi       |           |
| 1989 | Sean Way               | Scott Goguen           | Gervais Rioux          |           |
| 1990 | Graeme Miller          | Edward Karczmarczyk    | David Spears           |           |
| 1991 | Czeslaw Lukaszewicz    | Tim Lefebvre           | Chris Koberstein       |           |
| 1992 | Jean-Christophe Currit | Kirill Beljaev         | Jacques Landry         |           |
| 1993 | Marty Jemison          | Alexander Torkatchenko | Roland Green           |           |
| 1994 | Jacques Landry         | Jeff Stobie            | Anthony Bergson        |           |
| 1995 | Eric Wohlberg          | José Manuel García     | Fabien Bergeron        |           |
| 1996 | Igor Bonciucov         | Matthew White          | Steve Bauer            |           |
| 1997 | Jonathan Vaughters     | Matt Anand             | Trent Klasna           |           |
| 1998 | Levi Leipheimer        | Andrzej Sypytkowski    | Artur Babaitsev        |           |
| 1999 | Levi Leipheimer        | Jan Hruška             | Scott Moninger         |           |
| 2000 | Tomáš Konečný          | René Andrle            | Scott Moninger         |           |
| 2001 | Henk Vogels            | Scott Moninger         | Zbigniew Piątek        |           |
| 2002 | Michael Rogers         | Matt DeCanio           | Lubor Tesař            |           |
| 2003 | John Lieswyn           | Christopher Baldwin    | Tomáš Konečný          |           |
| 2004 | Tomasz Brożyna         | Nathan O'Neill         | Scott Moninger         |           |
| 2005 | Nathan O'Neill         | Svein Tuft             | Jeff Louder            |           |
| 2006 | Valery Kobzarenko      | Serguéi Lagutín        | Danny Pate             |           |
| 2007 | Benjamin Day           | Svein Tuft             | Danny Pate             |           |
| 2008 | Svein Tuft             | Bernardo Colex         | Moisés Aldape          |           |
| 2009 | Scott Zwizanski        | Sergio Luis Henao      | Darwin Atapuma         |           |
| 2010 | Benjamin Day           | Darren Rolfe           | Marc de Maar           |           |
| 2011 | Paco Mancebo           | Bernardo Colex         | Svein Tuft             |           |
| 2012 | Rory Sutherland        | Hugo Houle             | Christian Meier        |           |
| 2013 | Nathan Brown           | Philip Deignan         | Christian Meier        |           |
| 2014 | Toms Skujiņš           | Rob Britton            | Serghei Țvetcov        |           |
| 2015 | Pello Bilbao           | Toms Skujiņš           | Dion Smith             |           |
| 2016 | Gregory Daniel         | Hugo Houle             | Robin Carpenter        |           |
| 2017 | Andžs Flaksis          | Clément Russo          | Jordan Cheyne          |           |
| 2018 | James Piccoli          | Daniel Whitehouse      | Serghei Țvetcov        |           |
| 2019 | Brendan Rhim           | James Piccoli          | Nickolas Zukowsky      |           |
| 2020 | cancelada              | cancelada              | cancelada              | cancelada |
| 2021 | cancelada              | cancelada              | cancelada              | cancelada |
| 2023 | Luke Valenti           | Tyler Stites           | Carson Miles           |           |
| 2024 | Josh Burnett           | Tyler Stites           | Ian Lopez de San Roman |           |

Notas:
- Las ediciones desde 1986 hasta 1995, así como la edición 1998 fueron amateur
- En la edición 1999, inicialmente el ganador fue el ciclista Levi Leipheimer pero le fueron retirados sus resultados entre el 1 de enero de /1999 al 30 de julio de 2006 y desde el 7 de julio de 2007 al 27 de julio de 2007 por sus implicación en el caso de dopaje del US Postal en favor del ciclista Lance Armstrong[2]

### Clasificación por puntos
| \| Año \| Ganador \| Equipo \| \| ---- \| ----------------- \| ------------------------------------ \| \| 2006 \| Serguéi Lagutín \| Navigators Insurance Cycling Team \| \| 2007 \| Ben Day \| Navigators Insurance Cycling Team \| \| 2008 \| Moises Aldape \| Team Type 1 \| \| 2009 \| Danilo Wyss \| BMC Racing Team \| \| 2010 \| Ben Day \| Fly V Australia \| \| 2011 \| Francisco Mancebo \| RealCyclist.com \| \| 2012 \| Francisco Mancebo \| Competitive Cyclist \| \| 2013 \| Nathan Brown \| Bontrager Cycling Team \| \| 2014 \| Toms Skujiņš \| Hincapie Sportswear Development Team \| \| 2015 \| Dion Smith \| Hincapie Sportswear Development Team \| \| 2016 \| Gregory Daniel \| Axeon Hagens Berman \| |                   |                                      |
| Año | Ganador           | Equipo                               |
| 2006 | Serguéi Lagutín   | Navigators Insurance Cycling Team    |
| 2007 | Ben Day           | Navigators Insurance Cycling Team    |
| 2008 | Moises Aldape     | Team Type 1                          |
| 2009 | Danilo Wyss       | BMC Racing Team                      |
| 2010 | Ben Day           | Fly V Australia                      |
| 2011 | Francisco Mancebo | RealCyclist.com                      |
| 2012 | Francisco Mancebo | Competitive Cyclist                  |
| 2013 | Nathan Brown      | Bontrager Cycling Team               |
| 2014 | Toms Skujiņš      | Hincapie Sportswear Development Team |
| 2015 | Dion Smith        | Hincapie Sportswear Development Team |
| 2016 | Gregory Daniel    | Axeon Hagens Berman                  |

### Clasificación de la montaña
| \| Año \| Ganador \| Equipo \| \| ---- \| ------------------------- \| ---------------------------------- \| \| 2005 \| Wojciech Kalemba \| Paged-MBK-Scout \| \| 2006 \| Jarley Colorado Hernández \| Colombia es Pasión \| \| 2007 \| Gregorio Ladino \| Tecos Trek VH \| \| 2008 \| Glen Chadwick \| Team Type 1 \| \| 2009 \| Darwin Atapuma \| Selección de Colombia \| \| 2010 \| Danny Summerhill \| Felt – Holowesko Partners – Garmin \| \| 2011 \| Scott Lyttle \| Pure Black Racing \| \| 2012 \| Ken Hanson \| Optum-Kelly Benefit Strategies \| \| 2013 \| Jonathan McCarty \| Bissell Cycling \| \| 2014 \| Joshua Berry \| Smartstop \| \| 2015 \| Mauricio Ortega \| Orgullo Antioqueño \| |                           |                                    |
| Año | Ganador                   | Equipo                             |
| 2005 | Wojciech Kalemba          | Paged-MBK-Scout                    |
| 2006 | Jarley Colorado Hernández | Colombia es Pasión                 |
| 2007 | Gregorio Ladino           | Tecos Trek VH                      |
| 2008 | Glen Chadwick             | Team Type 1                        |
| 2009 | Darwin Atapuma            | Selección de Colombia              |
| 2010 | Danny Summerhill          | Felt – Holowesko Partners – Garmin |
| 2011 | Scott Lyttle              | Pure Black Racing                  |
| 2012 | Ken Hanson                | Optum-Kelly Benefit Strategies     |
| 2013 | Jonathan McCarty          | Bissell Cycling                    |
| 2014 | Joshua Berry              | Smartstop                          |
| 2015 | Mauricio Ortega           | Orgullo Antioqueño                 |

### Clasificación por equipos
| \| Año \| Ganador \| País \| \| ---- \| --------------------------------- \| -------------- \| \| 2005 \| Navigators Insurance Cycling Team \| Estados Unidos \| \| 2006 \| Navigators Insurance Cycling Team \| Estados Unidos \| \| 2007 \| Navigators Insurance Cycling Team \| Estados Unidos \| \| 2008 \| Team Type 1 \| Estados Unidos \| \| 2009 \| Fly V Australia \| Australia \| \| 2010 \| Fly V Australia \| Australia \| \| 2011 \| SpiderTech powered by C10 \| Canadá \| \| 2012 \| UnitedHealthcare \| Estados Unidos \| \| 2013 \| UnitedHealthcare \| Estados Unidos \| \| 2014 \| Smartstop \| Estados Unidos \| \| 2015 \| Caja Rural-Seguros RGA \| España \| |                                   |                |
| Año | Ganador                           | País           |
| 2005 | Navigators Insurance Cycling Team | Estados Unidos |
| 2006 | Navigators Insurance Cycling Team | Estados Unidos |
| 2007 | Navigators Insurance Cycling Team | Estados Unidos |
| 2008 | Team Type 1                       | Estados Unidos |
| 2009 | Fly V Australia                   | Australia      |
| 2010 | Fly V Australia                   | Australia      |
| 2011 | SpiderTech powered by C10         | Canadá         |
| 2012 | UnitedHealthcare                  | Estados Unidos |
| 2013 | UnitedHealthcare                  | Estados Unidos |
| 2014 | Smartstop                         | Estados Unidos |
| 2015 | Caja Rural-Seguros RGA            | España         |

## Palmarés por países
| País            | Victorias |
| --------------- | --------- |
| Canadá          | 10        |
| Estados Unidos  | 8         |
| Australia       | 6         |
| España          | 2         |
| Letonia         | 2         |
| Nueva Zelanda   | 2         |
| República Checa | 1         |
| Polonia         | 1         |
| Ucrania         | 1         |
| Francia         | 1         |
| Moldavia        | 1         |
| Colombia        | 1         |